# لورنس فولي
لورنس ميكائيل فولي، سير. ( 5، أكتوبر 1942 – 28، أكتوبر 2002) هو دبلوماسي أمريكي، اغتيل خارج منزله في عمان في الأردن.

## مقتله
في صباح يوم 28 أكتوبر 2002، قُتل فولي برصاصة أُطلقت من مسدس عيار 9 ملم أثناء سيره إلى سيارته خارج منزله في عمّان. في 14 ديسمبر/كانون الأول، ألقي القبض على رجلين، الليبي سالم بن سويد والأردني ياسر فريحات، ووجهت إليهما تهمة قتل فولي. وفقًا للحكومة الأردنية، تلقّى الرجلان المال من أبو مصعب الزرقاوي لقتل فولي، إذ كان الزرقاوي في ذلك الوقت قائد المجموعة التي أعيدت تسميتها فيما بعد قاعدة الجهاد في بلاد الرافدين. وعلى الرغم من اعتراف المعتقلين، إلا أنهما زعما فيما بعد أن السلطات الأردنية أجبرتهما على ذلك.
في أبريل/نيسان 2004، حُكم على الرجلين بالإعدام بتهمة قتل فولي. وحكم على الزرقاوي بالإعدام غيابياً لدوره في عملية الاغتيال، لكنه قُتل في غارة جوية أمريكية في 7 يونيو 2006. أُعدم قتلة فولي في 11 مارس 2006. حُكم على محمد أحمد يوسف الجغبير، متآمر ثالث، بالإعدام في 13 يوليو/تموز 2009.